# Krokus
Krokus es una banda suiza de hard rock y heavy metal formada en 1974.
El grupo es uno de los escasos nombres del rock helvético conocidos internacionalmente, y disfrutó de un éxito moderado en Norteamérica, y considerable en Europa durante el auge del heavy metal en los años 80s.

## Historia

### Inicios
Krokus fue fundada en 1974 en el Cantón de Soleura, por el bajista y vocalista Chris von Rohr, y el guitarrista Tommy Kiefer, en principio, como un proyecto de rock progresivo con tintes de rock duro. 
Chris von Rohr se cambió a la voz principal, y con esta formación es que Krokus comenzó a cosechar el éxito en Suiza, recorriendo todo el país. 
Después de ver a AC/DC en concierto a finales de los 70, decidieron cambiar su dirección musical y adoptan un nuevo sonido fuertemente influenciado por esta banda. Como von Rohr tenía limitadas capacidades vocales y no fue capaz de alcanzar la tercera octava, la banda decidió contratar a un nuevo vocalista. 
Finalmente, Marc Storace, proveniente de las bandas TEA y Eazy Money, fue contratado. Con la nueva formación la banda grabó y lanzó su cuarto álbum, titulado Metal Rendez-vous, en 1980, trayendo un reconocimiento internacional más amplio.  
EL siguiente álbum, Hardware, de 1981, fue grabado en los estudios Roundhouse de Londres y contó con canciones tales como "Easy Rocker" y "Rock City", que son aún hoy parte del repertorio en vivo de la banda.
En 1982 Krokus graba One Vice at a Time, trabajo del cual se desprenden los éxitos "Long Stick Goes Boom", y la versión de The Guess Who, "American Woman". 
Chris von Rohr describió el disco en su momento como "el álbum que AC/DC nunca hizo", ya que la influencia de la banda australiana era difícil de ignorar. 
Las comparaciones realmente ponen en duda la creatividad de la banda, como muchos oyentes empezaron a considerar a Krokus simplemente imitadores de AC/DC, sin embargo, Krokus se hizo cada vez más popular en Europa, y comenzó a recibir atención en los Estados Unidos.

### Popularidad
En 1983, publicaron Headhunter, disco que fue galardonado como álbum de platino en los Estados Unidos y alcanzó el número 25 en las listas de álbumes de 1983. Este fue el trabajo más exitoso de Krokus hasta la fecha, tanto en lo comercial como en cuanto a críticas. 
El LP contó con la balada hit "Screaming in the Night", que obtuvo gran rotación en la cadena MTV, y se convirtió en una de las canciones más conocidas de la banda. 
Rob Halford de Judas Priest contribuiría en los coros de la canción "Ready to Burn".
El año 1984 vio el cambio de la banda hacia una dirección más comercial con The Blitz, LP que contó con una versión de la canción de The Sweet "Ballroom Blitz" aunque, a pesar del éxito comercial, el disco fue muy criticado.
En el año 1985 se presentaron en el Festival Internacional de la Canción de Viña del Mar en Chile y, aprovechando la ola de éxito del heavy metal a mediados de la década de 1980, la banda lanzó Change of Address, en 1986, que contó con una versión del tema de Alice Cooper "School's Out", pero el álbum fue un fracaso comercial y las críticas no fueron buenas. 
Como colofón el grupo lanzó un álbum en vivo titulado Alive and Screamin, en 1986, al tiempo que pasaban de Arista Records a MCA Records.
Gozaron de popularidad en los ochenta en Europa y los Estados Unidos, y estuvieron de gira junto a nombres como Nazareth en Europa, y AC/DC, Motörhead, Rainbow, Rush, Def Leppard y Judas Priest en Estados Unidos, donde el álbum Headhunter fue certificado oro. 
Todos los discos de Krokus han sido platino en su país natal.

### Nuevo milenio

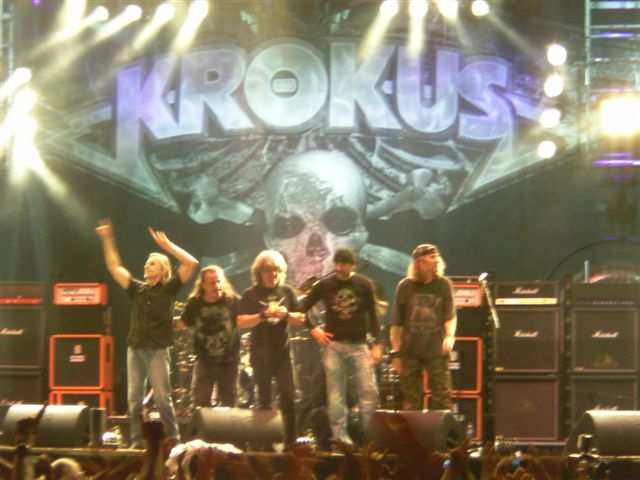
Krokus en 2008

En el 2005, el guitarrista Fernando von Arb dejó la agrupación después de algunos quebrantos de salud. Mandy Meyer, quien había estado con la banda a mediados de los ochenta, reemplazó a von Arb en la alineación.
El 18 de noviembre de 2007, la formación clásica incluyendo a Chris von Rohr, Fernando von Arb, Steady Freddy y Marc Storace se reunieron para tocar un medley ("Tokyo Nights", "Bedside Radio" y "Heatstrokes") durante un programa de la televisión suiza, esto desembocó en un concierto de reunión, el 2 de agosto de 2008, en el Stade de Suisse en Berna.
El mismo año (2008) se anunció que la formación clásica de Chris von Rohr, Fernando von Arb, Steady Freddy, Mark Kohler y Marc Storace lanzaría un nuevo disco de estudio en 2010, con una gira mundial de apoyo. 
La versión que Krokus realizó de "Ballroom Blitz", también apareció en el juego de 2007 Guitar Hero Encore: Rocks the 80s.
Por otra parte, Krokus realizó el himno oficial del Campeonato Mundial de Hockey sobre Hielo 2009, organizado por Suiza; la canción se titulaba "Live for the Action".
En 2010 y 2013 respectivamente lanzaron sus álbumes Hoodoo y Dirty Dynamite.

## Discografía

### Álbumes de estudio
- 1976: Krokus
- 1977: To You All
- 1978: Painkiller
- 1980: Metal Rendez-vous
- 1981: Hardware
- 1982: One Vice at a Time
- 1983: Headhunter
- 1984: The Blitz
- 1986: Change of Address
- 1988: Heart Attack
- 1990: Stampede
- 1995: To Rock or Not to Be
- 1999: Round 13
- 2003: Rock the Block
- 2006: Hellraiser
- 2010: Hoodoo
- 2013: Dirty Dynamite

### Álbumes en vivo
- 1986: Alive and Screamin'
- 2004: Fire and Gasoline
- 2014: Long Stick Goes Boom: Live from da House of Rust

### Recopilatorios
- 1980: Early Days '75-'78
- 1989: Stayed Awake All Night - The Best
- 1993: The Dirty Dozen
- 2000: Definitive Collection
- 2000: The Collection
- 2000: Best Of
- 2002: Headhunter Blitz
- 2003: Long Stick Goes Boom: The Anthology
- 2012: Favorites